# Entophlyctis apiculata
Entophlyctis apiculata är en svampart som först beskrevs av Alexander Karl Heinrich Braun, och fick sitt nu gällande namn av A. Fisch. 1892. Entophlyctis apiculata ingår i släktet Entophlyctis och familjen Endochytriaceae.   Inga underarter finns listade i Catalogue of Life.